# Черніговське (Кабардино-Балкарія)
Черніговське (рос. Черниговское) — село у Прохладненському районі Кабардино-Балкарії Російської Федерації.
Орган місцевого самоврядування — сільське поселення Черніговське. Населення становить 575 осіб.

## Історія
Згідно із законом від 27 лютого 2005 року органом місцевого самоврядування є сільське поселення Черніговське.

## Населення
| 1926 | 1970 | 1989 | 2002 | 2010 |
| ---- | ---- | ---- | ---- | ---- |
| 544  | ↘418 | ↗502 | ↗585 | ↘575 |